# Crangonyx arsenjevi
Crangonyx arsenjevi är en kräftdjursart som först beskrevs av Alexander Nikolaevich Derzhavin 1927.  Crangonyx arsenjevi ingår i släktet Crangonyx och familjen Crangonyctidae. Inga underarter finns listade i Catalogue of Life.